# 佐々木力 (法学者)
佐々木 力（ささき つとむ、1921年7月13日 - 2019年8月11日）は、日本の労働法務の専門家。
宮城県出身。1947年東北帝国大学法学部卒。1948年日本出版協会勤務。1950年労働法令協会勤務、調査部長で1964年退職。1965年人事制度研究会を設立し所長。労務に関する実用書を多数執筆した。
2019年8月11日死去。 (享年98歳)

## 著書
- 『こんな会社は人が採れない 求人・定着のテクニック』実業之日本社 1968
- 『図表と書式でわかる労働法の実務』日本実業出版社 1968
- 『繁栄店の社員管理 よりよい労働条件の決め方』商業界 1970
- 『意欲を起こさせる人間管理 若い人をつかむために…』実業之日本社 実務入門シリーズ 1971
- 『週5日制のすすめ方 パターン別時間短縮のポイント』実業之日本社 1972
- 『部下をもつ人・100の労務常識』日本実業出版社 1972
- 『絵解争議行為の対策 団交から争議までのトラブルを解決する』実業之日本社 1974
- 『最新週休二日制の設計と成功実例集』編著 日本実業出版社 1974
- 『採用から退職まで中高年者の労務管理 中途採用者・パートタイマーの雇用と賃金』日本法令様式販売所 中小企業の労務管理シリーズ 1975
- 『すぐに役立つ昇給・賞与の決め方』日本実業出版社 1976
- 『就業規則・賃金規程のつくり方-運用の仕方』中央経済社 1977
- 『新・退職金制度のつくり方』日本労働協会 労務改善ABC 1978
- 『図解労働法がわかる本 職場のゴタゴタをなくす上手な働き方・働かせ方』日本実業出版社 1978
- 『パートタイマー・アルバイト管理のすべて』日本経営者団体連盟弘報部 1980
- 『わかりやすい労働法常識 部下を一人でも持つ人のための必須142項』こう書房 1980
- 『事例でわかる労働法の知識』中央経済社 1981
- 『精選人事給与規程とつくり方 諸規程の新設と手直しのために』産業労働調査所 1982
- 『人事トラブル教本 部下の不満とどう戦うか』ベストセラーズ ワニの本 1983
- 『部下を持つ人の職場の法律常識 労働法はあなたに眼を光らせている 知らなかったではすまされない!』PHP研究所 1983
- 『実務本位就業規則のつくり方 業種・業態・規模別実例による親切解説』日本実業出版社 1984
- 『人事労務書式・文例集 コメント付』編著 産業労働調査所 1984
- 『パート管理マニュアル』産業労働調査所 1986
- 『精選業種別就業規則とつくり方 均等法に対応した就業規則の手直し』編 産業労働調査所 1987
- 『パート管理のすべて』日本経営者団体連盟弘報部 1987
- 『就業規則改正の実務ポイントと規定例 改正法,判例に基づく』産業労働出版協会 1988
- 『労働時間・休日休暇の実務と時間短縮のすすめ方』日本法令 労務管理シリーズ 1989
- 『就業規則の見直しと改正要領 法改正、重要判例に基づく』産業労働出版協会 1990
- 『改正労基法を中心の実務労働法Q&A』経営書院 1992
- 『最新労働法・こんなときどうする 職場のトラブル防止・解決のためのQ&A119項 マンガで解答!』坂崎正治マンガ こう書房 1992
- 『事典・やさしく読める労働時間・休日・休暇』中央経済社 1995
- 『精選人事・給与・福利厚生規程とつくり方』編 経営書院 1995
- 『労働法の知識 スーパー入門』日本実業出版社 1995
- 『労働法の本 知りたいことが何でもわかる 現実に起った問題を現実的に処理するための手引 図解』経営書院 1995
- 『困ったときの一番わかりやすい労働法の常識 採用・賃金・解雇・労働時間・労災 職場のトラブル・問題はこれ1冊で解決!』こう書房 1996
- 『すぐに役立つ労働時間・休日・休暇』中央経済社 1999
- 『すぐわかる労働法の実務 改正労基法完全対応』経営書院 1999
- 『労働法の基本がわかる』自由国民社 1999
- 『実用!労働法 知りたいことだけ箇条書き』中央経済社 2000
- 『箇条書き労働法の実務』編著 中央経済社 2004